# ヨナクニイソノギク
ヨナクニイソノギク（学名：Aster asagrayi var. walkeri）はキク科シオン属の多年生草本。イソノギクの変種。環境省絶滅危惧IB類（EN）、沖縄県絶滅危惧IA類（CR）。亜種名はエグバート・ウォーカーへの献名。

## 特徴
高さ15–20 cm。茎は下部で分枝し、やや倒伏して斜上し、茎や葉は毛が密生。葉は線状楕円形、全縁で互生し、茎上部になるほど小さくなる。頭花は頂生し直径約3 cm、淡青紫色の舌状花と黄色の管状花からなる。舌状花は長さ約11 mmの長楕円形。茎や葉に毛が多い点で基準変種のイソノギクと区別される。

## 分布と生育環境
沖縄県与那国島に固有で、海岸近くの岩上や崖上に生える。もともと自生地と個体数が少なく、台風による崖崩れで一部の自生地が消失したほか、園芸用の採集でも減少。

## ギャラリー
ヨナクニイソノギク（2025年3月 沖縄県与那国町）
- やや濃い色調の花
- 茎は倒伏・斜上する
- 葉は茎上部ほど小さい
- 茎葉は毛が密生する